# فرانسوا بوردن
فرانسوا بوردن هو مهندس وسياسي فرنسي، ولد في 29 يوليو 1797 في ماكون في فرنسا، وتوفي في 19 أبريل 1865 في باريس في فرنسا. انتخب نائب فرنسي.